# Plutodes
Plutodes is een geslacht van vlinders van de familie spanners (Geometridae), uit de onderfamilie Ennominae.

## Soorten
- P. argentilauta Prout, 1929
- P. connexa Warren, 1906
- P. costatus Butler, 1886
- P. cyclaria Guenée, 1858
- P. chlidana Prout, 1926
- P. chrysostigma Wehrli, 1924
- P. discigera Butler, 1880
- P. drepanephora Prout, 1916
- P. exiguifascia Hampson, 1895
- P. exquisita Butler, 1880
- P. flavescens Butler, 1880
- P. hilaropa Meyrick, 1897
- P. iridaria Debauche, 1941
- P. joiceyi Prout, 1928
- P. lamisca Swinhoe, 1894
- P. malaysiana Holloway, 1982
- P. moultoni Prout, 1922
- P. nilgirica Hampson, 1895
- P. philornis Prout, 1926
- P. polygnampta Prout, 1926
- P. pulcherrima West, 1929
- P. separata Warren, 1907
- P. signifera Warren, 1896
- P. subcaudata Butler, 1880
- P. transmutata Walker, 1861
- P. unindentata Holloway, 1976
- P. warreni Prout, 1923